# Reynolds Bench
Die Reynolds Bench ist eine glatte, verschneite, 10 km lange und 3 km breite Hochebene mit Felsvorsprüngen an den steilen Flanken im Palmerland auf der Antarktischen Halbinsel. In einer Höhe von 1500 m liegt sie an der Nordseite des Kelley-Massivs bzw. an der Südflanke des oberen Abschnitts des Clifford-Gletschers.
Der United States Geological Survey (USGS) kartierte sie 1974. Das Advisory Committee on Antarctic Names benannte sie 1976 nach dem Geologen Richard L. Reynolds, der zwischen 1970 und 1971 einer Mannschaft des USGS zur geologischen Erkundung und Kartierung der Lassiter-Küste angehört hatte.